# Alexander Elliot
Alexander Elliot (Toronto, Ontario, 8 de diciembre de 2004) es un actor canadiense. Es conocido por interpretar a Joe Hardy en la adaptación de la serie de televisión de 2020 The Hardy Boys, junto a Rohan Campbell como Frank.

## Biografía y vida personal
Elliot es de Toronto. Comenzó a actuar y bailar a los seis años. Ha aparecido en las series Detention Adventure, Odd Squad y Locke & Key, y en las películas Trapped: The Alex Cooper Story y Violent Night.

## Filmografía

### Películas
| Año  | Título                                | Papel               | Notas        |
| ---- | ------------------------------------- | ------------------- | ------------ |
| 2021 | Being Brave                           | Beckett             | Cortometraje |
| 2022 | Violent Night                         | Bert                |              |
| 2023 | Thanksgiving                          | Chico en una fiesta |              |
| 2024 | All the Lost Ones                     | Wyatt               |              |
| TBA  | The Pros and Cons of Killing Yourself | Milo                | Cortometraje |

### Televisión
| Año       | Título                               | Papel                    | Notas                    |
| --------- | ------------------------------------ | ------------------------ | ------------------------ |
| 2018      | Odd Squad                            | Agente O'Que             | 1 episodio               |
| 2019      | Detention Adventure                  | Gordon                   | 1 episodio               |
| 2019      | Trapped: The Alex Cooper Story       | Spencer                  | Película para televisión |
| 2020      | Locke & Key                          | Niño del barrio nº 1     | 1 episodio               |
| 2020-2023 | The Hardy Boys                       | Joe Hardy                | Papel principal          |
| 2021      | Murdoch Mysteries                    | Buster Keaton            | 1 episodio               |
| 2021      | Workin' Moms                         | Chico adolescente gentil | 1 episodio               |
| 2024      | Law & Order Toronto: Criminal Intent | Oscar                    | 1 episodio               |